# Gapennes
Gapennes is een gemeente in het Franse departement Somme (regio Hauts-de-France) en telt 218 inwoners (1999). De plaats maakt deel uit van het arrondissement Abbeville.

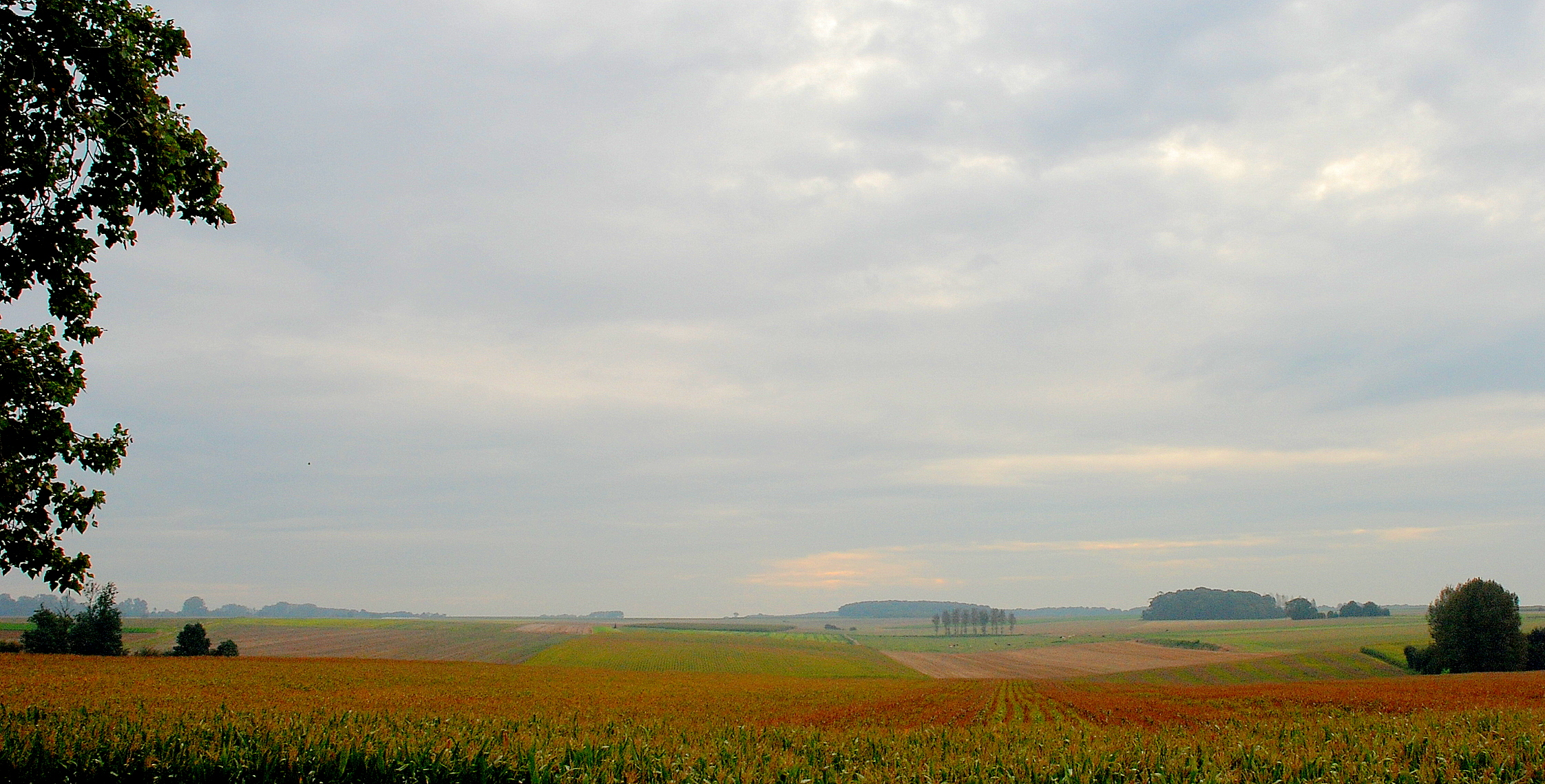
Landschap in Gapennes

## Geografie
De oppervlakte van Gapennes bedraagt 11,4 km², de bevolkingsdichtheid is 19,1 inwoners per km².
De onderstaande kaart toont de ligging van Gapennes met de belangrijkste infrastructuur en aangrenzende gemeenten.

## Demografie
Onderstaande figuur toont het verloop van het inwonertal (bron: INSEE-tellingen).